# Louis-Michel le Peletier de Saint-Fargeau
Louis-Michel le Peletier, marchese di Saint-Fargeau (anche con la grafia Lepeletier o Lepelletier; Parigi, 29 maggio 1760 – Parigi, 20 gennaio 1793), è stato un politico e rivoluzionario francese.
Deputato a partire dal 1789, membro della Convenzione nazionale dal 1792 come montagnardo indipendente, e presidente dell'Assemblea Nazionale tra il 21 giugno e il 5 luglio 1790, svolse un ruolo significativo negli eventi legati alla Rivoluzione francese, e fu il padre del codice penale francese del 1791; fu assassinato nel 1793 da un monarchico per aver votato la condanna a morte di Luigi XVI, eseguita il giorno seguente.

## Biografia
Louis-Michel le Peletier de Saint-Fargeau nacque a Parigi il 29 maggio 1760 da una ricca famiglia della nobiltà di toga francese; era il bisnipote di Michel-Robert le Peletier des Forts, conte di Saint-Fargeau, che era stato controllore generale delle finanze del Regno di Francia tra il 1726 e il 1730.
Nell'anno 1789 Louis-Michel le Peletier ricopriva la carica di président à mortier del Parlamento di Parigi – una delle posizioni più importanti della magistratura nell'Ancien Régime. Era stato eletto come rappresentante della nobiltà agli Stati Generali il 16 maggio dello stesso anno e, dopo un periodo di titubanza rispetto alla posizione da prendere negli eventi che precipitavano, divenne uno dei più accalorati sostenitori delle istanze popolari. In luglio divenne membro dell'Assemblea Nazionale Costituente, l'organo preposto alla stesura di una costituzione; più tardi, nel 1790, nel contesto di un progetto di riforme in ambito legislativo, le Peletier presentò a nome del comitato per la giurisprudenza criminale di cui era membro un progetto di codice penale assai avanzato, che comprendeva anche l'abolizione della pena di morte in favore delle pene detentive, abolizione che non riuscì tuttavia ad ottenere malgrado l'appoggio di oratori come Robespierre.
Continuando a svolgere un ruolo notevole nelle discussioni su diversi temi legati alla politica interna ed estera, Lepeletier divenne presidente dell'Assemblea Nazionale e membro e presidente dell'amministrazione dell'Yonne; il 6 settembre 1792 divenne membro della Convenzione Nazionale come rappresentante di quel dipartimento. Divenuto segretario dell'Assemblea, ne rimase un elemento particolarmente influente: il 30 ottobre tenne un notevole discorso sulla libertà di stampa; nel dicembre, interessatosi alla questione dell'istruzione pubblica (per regolamentare la quale era stato presentato un piano basato sul lavoro di Jean-Antoine Caritat de Condorcet) redasse un importante saggio nel quale riassumeva le sue idee sull'educazione, le quali tendevano a dare molta più importanza all'istruzione collettiva in strutture statali che al ruolo educativo dei genitori

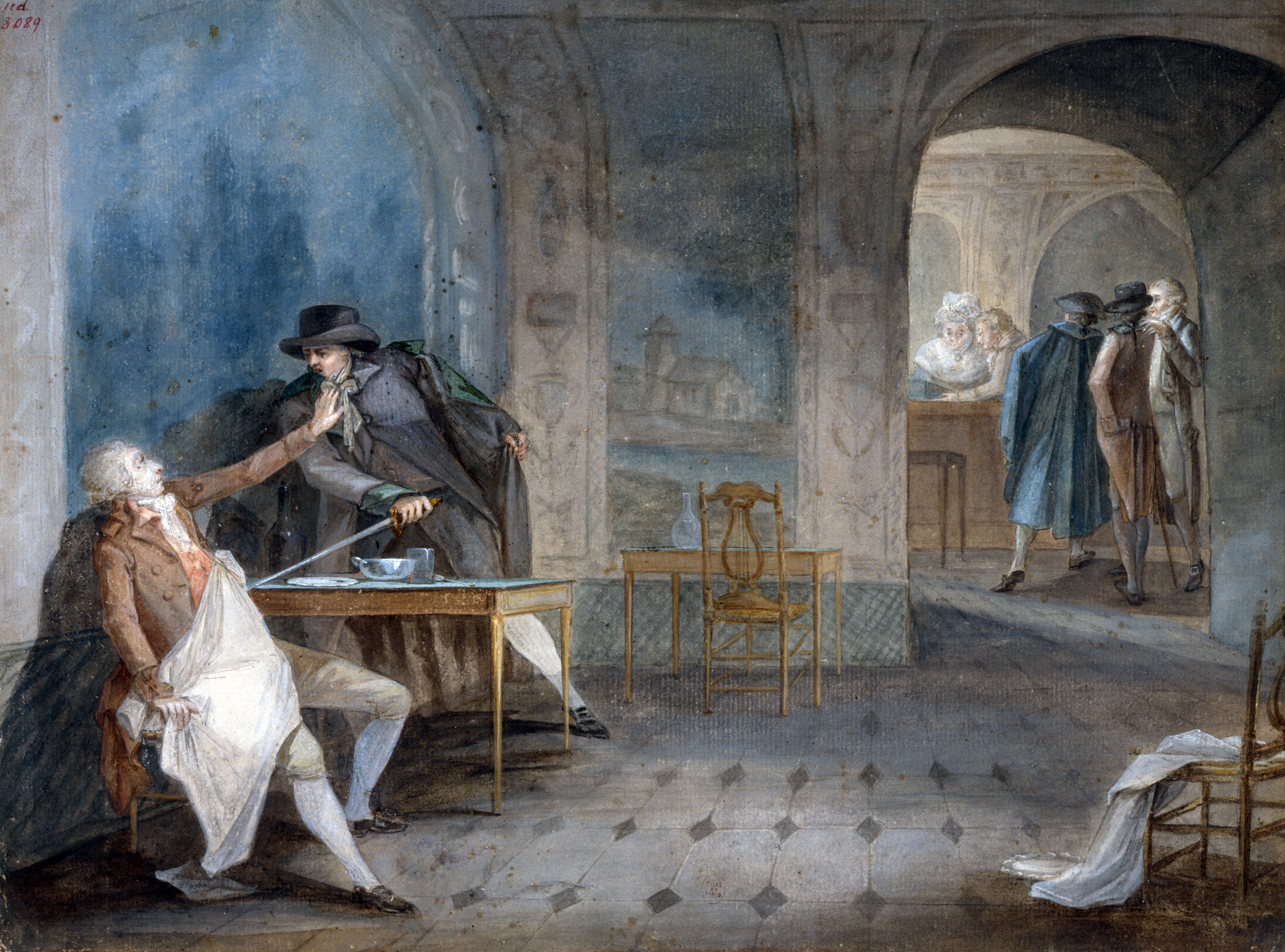
L'omicidio di Lepeletier

Il 20 gennaio 1793, in occasione della votazione sulla condanna a morte del re Luigi XVI, si espresse a favore dell'esecuzione, in quanto si trattava di "crimine eccezionale" (il re era accusato di fatto per alto tradimento), cosa sostenuta dallo stesso Robespierre ispirandosi a Cesare Beccaria, accompagnando il suo voto con un discorso il quale probabilmente convinse a votare per la condanna a morte, eseguita il 21 gennaio, molti degli indecisi.
Proprio il fatto di aver infiammato gli animi nel corso di tale votazione, con l'aggravante della sua origine nobiliare, suscitò contro Lepeletier l'ira dei sostenitori della monarchia; la sera stessa del voto, il 20 gennaio 1793, Philippe Nicolas Marie de Pâris – una guardia del corpo del re – si avvicinò a Lepeletier nel momento in cui costui si sedeva a tavola nel ristorante di Février al Palais-Royal, lo trafisse con una sciabola che nascondeva sotto la pellanda e fuggì. Intenzionato a uccidere Philippe Égalité, l'ex duca d'Orléans cugino del re, trovò invece Lepeletier, decidendo di ucciderlo al posto suo dopo un breve scambio di battute.
Lepeletier pronunciò come ultime parole la frase "ho freddo", e fu trasportato subito nel suo alloggio nel Marais, dove nonostante le cure, morì dopo poche ore. Dieci giorni dopo, il 31 gennaio, Pâris venne raggiunto dalle forze dell'ordine a Forges-les-Eaux; lì lì per essere arrestato, si suicidò con un colpo di arma da fuoco alla testa.

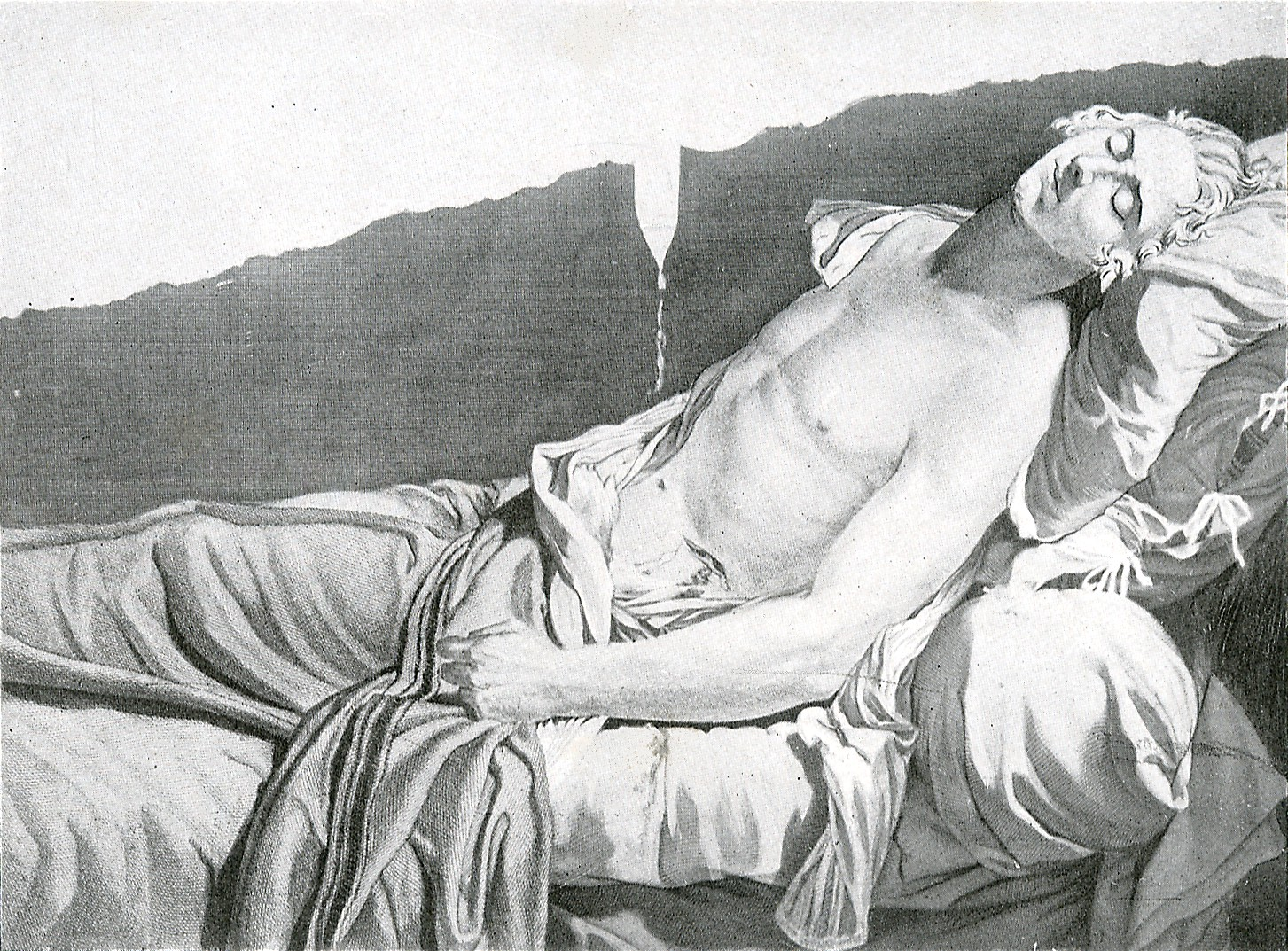
Gli ultimi istanti di Michel Lepeletier in un'incisione di Anatole Desvoge dal dipinto perduto di Jacques-Louis David.

I funerali, che per volontà della Convenzione si svolsero con la massima solennità, ebbero luogo il 24 gennaio. La salma fu tra le prime a essere deposte nel Panthéon di Parigi, la chiesa che i rivoluzionari avevano scelto di dedicare alla memoria dei grandi francesi nel 1791. Il corpo venne rimosso nel febbraio 1795 per volontà della famiglia. La figlia di Lepeletier, che aveva 8 anni al momento della morte del padre, venne adottata dalla Nazione e cresciuta a spese dello Stato. Nel corso della sua vita, Lepeletier aderì alla Massoneria francese.

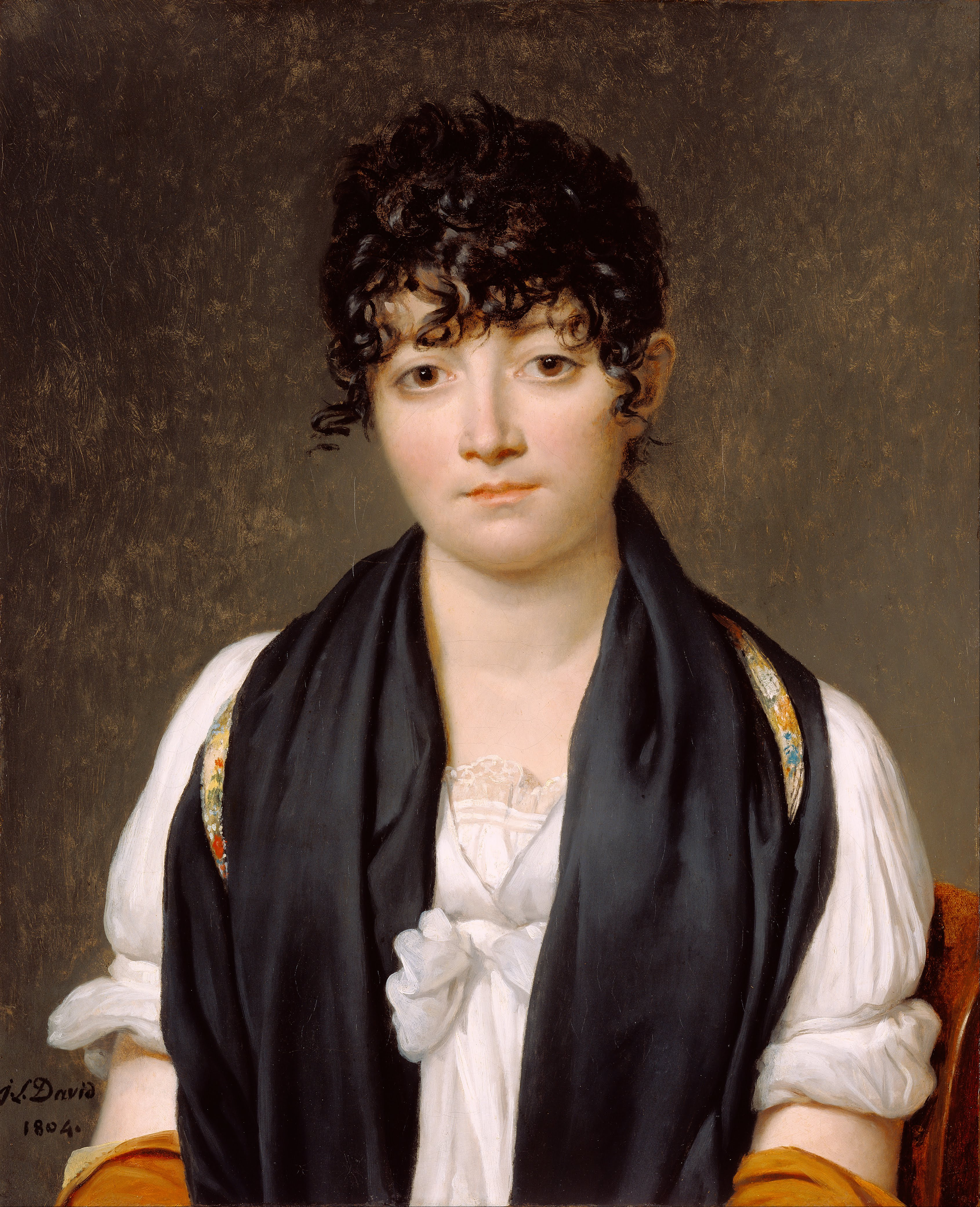
Jacques-Louis David, Ritratto di Suzanne Le Peletier de Mortefontaine, 1804

Considerato un martire della Rivoluzione per via delle circostanze della sua morte, Lepeletier divenne un eroe popolare come, più tardi, lo sarebbe stato Jean-Paul Marat. I suoi ultimi istanti di vita divennero il soggetto di un quadro di Jacques-Louis David, che venne giudicato tra i suoi più belli; esso venne collocato nella sala della Convenzione ma, ritirato dalla sua posizione dopo il colpo di Stato del 9 termidoro, e venduto nel 1826 dal figlio di David alla figlia del convenzionale, Louise Suzanne Lepeletier Mortefontaine, fu poi probabilmente distrutto dalla stessa, che era di fede monarchica. Secondo altri fu nascosto nel grande castello di Saint-Fargeau dove sarebbe andato smarrito in seguito ai rivolgimenti politici, infatti quando la famiglia vendette il maniero incluse una clausola che obbligava i futuri proprietari a cederlo al Museo del Louvre nel caso fosse stato ritrovato. Una copia del dipinto è esposta nel detto castello.

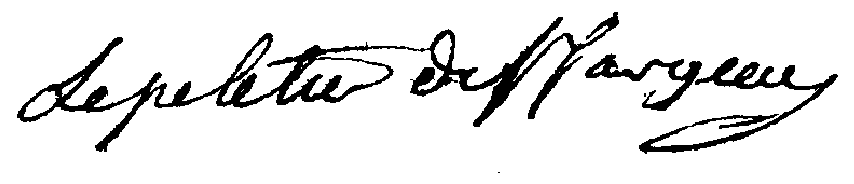
La firma di Louis-Michel le Peletier de Sait-Fargeau nel 1789. Dopo l'abolizione dei titoli nobiliari da parte dell'Assemblea Costituente nel 1790, egli cominciò a firmarsi con solo nome e cognome, come Michel Lepeletier.

Il lavoro di Lepeletier nel campo dell'istruzione pubblica venne reso noto sei mesi dopo la sua morte. Il manoscritto venne recuperato da Maximilien de Robespierre e venne letto alla Convenzione il 13 luglio, avviando vivaci discussioni in merito alla politica da adottare a proposito del problema dell'istruzione. Il programma concepito da Lepeletier, che si poneva come un completamento di quello di Condorcet, aveva come obiettivo principale la riforma delle scuole primarie: esse avrebbero dovuto diventare delle maisons d'éducation, cioè dei collegi pubblici nei quali tutti i ragazzi tra i 5 e i 12 anni sarebbero stati educati, a spese dello Stato, in condizioni di uguaglianza assoluta; in seguito, tra i giovani dotati di mezzi economici insufficienti per coprire le spese necessarie a proseguire attraverso i livelli successivi della propria istruzione, avrebbero dovuto essere selezionati in proporzioni fisse i più meritevoli; ad essi la Repubblica avrebbe continuato a pagare gli studi fino ai massimi livelli dell'istruzione. Il programma di Lepeletier venne adottato dalla Convenzione il 13 agosto, con alcune modifiche: l'accesso ai collegi pubblici sarebbe stato riservato ai maschi e la decisione se avvalersi o meno dell'educazione statale in questa forma sarebbe stata lasciata alle singole famiglie. Il 20 ottobre dello stesso anno 1793, tuttavia, la Convenzione revocò la riforma e ripristinò il sistema di istruzione primaria tradizionale.
Paradossalmente tra le vittime del regime del Terrore vi erano stati anche membri della sua famiglia come la zia Madeleine Louise le Peletier de Saint-Fargeau (1723-1794), vedova del tredicesimo principe di Chimay e madre del quattordicesimo (morto prima di lei).